# لیکلند (نیویورک)
لیکلند (به انگلیسی: Lakeland) یک منطقهٔ مسکونی در ایالات متحده آمریکا است که در شهرستان اونانداگا، نیویورک واقع شده است. لیکلند ۳٫۹ کیلومتر مربع مساحت و ۲٬۷۸۶ نفر جمعیت دارد و ۱۴۶ متر بالاتر از سطح دریا واقع شده است.

## تاریخ
از اواخر قرن نوزدهم تا سال‌های اولیه قرن بیستم، لیکلند خانه چندین هتل مجلل و یک پارک تفریحی کوچک در امتداد سواحل دریاچه Onondaga بود. این توسط یک خط واگن برقی از سیراکیوز خدمت کرده است. با این حال، منطقه رفت و آمد مکرر شروع به کاهش قبل از جنگ جهانی اول و توسط رکود بزرگ رفته بود. منطقه رفت و آمد مکرر سابق در حال حاضر تا حد زیادی توسط بین ایالتی ۶۹۰ و مناطق پارکینگ برای نمایشگاه ایالتی نیویورک، که زمینه‌های دائمی در لبه جنوبی لیکلند پوشیده شده است.